# 威姆斯洛
威姆斯洛（英語：Wilmslow）是英格蘭柴郡的一座城鎮，位於曼徹斯特以南11英里（18）處。這一地區是一個富人青睞的居住區，也是英國除了倫敦市中心之外最搶手的住宅地區之一。威姆斯洛是北英格蘭富人比例最高的地區之一。2001年，威姆斯洛有人口30,326人。 